# بات گودسبرگ
باد گودسبرگ (به آلمانی: Bad Godesberg) یک منطقهٔ مسکونی در آلمان است که در بن واقع شده‌است. باد گودسبرگ  ۷۰٬۵۲۵ نفر جمعیت دارد.

## خواهرخوانده
شهرهای سن کلو، فراسکاتی، Windsor and Maidenhead، کورتریک، یالوا و Steglitz-Zehlendorf خواهرخوانده‌های باد گودسبرگ هستند.